# Страшево (Куявсько-Поморське воєводство)
Страшево (пол. Straszewo) — село в Польщі, у гміні Конецьк Александровського повіту Куявсько-Поморського воєводства.
Населення — 699 осіб (2011).
У 1975-1998 роках село належало до Влоцлавського воєводства.

## Демографія
Демографічна структура станом на 31 березня 2011 року:
|          | Загалом | Допрацездатний вік | Працездатний вік | Постпрацездатний вік |
| -------- | ------- | ------------------ | ---------------- | -------------------- |
| Чоловіки | 347     | 72                 | 239              | 36                   |
| Жінки    | 352     | 88                 | 190              | 74                   |
| Разом    | 699     | 160                | 429              | 110                  |